# Rochelle Davis
Rochelle Davis (Filadelfia, Pensilvania, Estados Unidos; 14 de junio de 1980) es una actriz estadounidense.

## Biografía
El verdadero nombre de Rochelle Davis es Andrea Hansberger, nació el 14 de junio de 1980 en Filadelfia. Tiene un hermano de nombre Luke. Rochelle asistió a la escuela Hard Knox.
Hizo su debut cinematográfico en 1993 en la película de culto El Cuervo, interpretando el papel de Sarah, la amiga de la novia de Eric Draven. Después de la trágica muerte del actor Brandon Lee durante el rodaje de la película, Rochelle abandonó el set, pero luego volvió a interpretar su papel. Después del final de la filmación, no apareció en películas durante 15 años.
En 2007 fue detenida junto a un grupo de bandidos por su participación en el tráfico ilegal de drogas. Después de 4 meses en prisión, fue liberada y apareció en público por primera vez en el Screamfest de 2008.
En 2009, Rochelle regresó al cine, interpretando el papel de detective en la película Hell House. En 2016, se lanzó la película de terror Grotesque, en la que interpretó el papel principal.

## Vida personal
En 2000, Rochelle se casó, en 2003 dio a luz a su hijo, Desi. Después de un tiempo se divorció de su pareja.

## Filmografía
| Año  | Película                 | Papel       |
| ---- | ------------------------ | ----------- |
| 1994 | El Cuervo                | Sarah       |
| 2009 | Hell House               | Detective   |
| 2016 | Grotesque                | Alera       |
| 2020 | Revenge of the Devil Bat | Mrs. Layton |